# Geranium exallum
Geranium exallum es una especie botánica perteneciente a la familia de las geraniáceas.

## Hábitat
Es endémica de Ecuador. Su hábitat natural son los matorrales subtropicales o tropicales a grandes alturas. 
Es un subarbusto andino endémico de Ecuador, donde se sabe sólo del tipo espécimen, grabado por F. Prieto en 1945 en el sureste de los Andes, entre Oña y el Río Yacuambi, en la provincia de Azuay. Una búsqueda minuciosa en la Cordillera de Cordoncillo es necesario para determinar la situación actual de la especie.  La especie es única entre los geranios de Ecuador, y la totalidad de sus hojas lineales son fáciles de identificar en el campo. No existen especímenes de esta especie en los museos ecuatorianos. Aparte de la destrucción del hábitat no se conocen amenazas concretas.

## Taxonomía
Geranium exallum fue descrita por Harold Emery Moore y publicado en Brittonia 13(2): 142, f. 1A. 1961.
Etimología
Geranium: nombre genérico que deriva del griego:  geranion, que significa "grulla", aludiendo a la apariencia del fruto, que recuerda al pico de esta ave.
exallum: epíteto